# Puncturella acuminata
Puncturella acuminata är en snäckart som beskrevs av Watson 1883. Puncturella acuminata ingår i släktet Puncturella och familjen nyckelhålssnäckor. Inga underarter finns listade i Catalogue of Life.